# Casimir Pajot
Pour les articles homonymes, voir Pajot.
Anne Louis Joseph Casimir Pajot est un avocat et homme politique français, né le 27 janvier 1867 à Clermont-Ferrand et mort le 18 décembre 1943 à Clermont-Ferrand.

## Biographie
Fils de Jean Marie Victor Abel Pajot (1815-1882), directeur de l'enregistrement des domaines et du timbre, chevalier de la Légion d'Honneur, et de Anne Joséphine Théolina Faure, Anne Louis Joseph Casimir Pajot nait le 27 janvier 1867, à 1 heure, au domicile de ses parents situé à Clermont-Ferrand, canton nord, au 14 rue Fontgièvre.
Il épouse, le 18 janvier 1892, à Clermont-Ferrand, Marie Louise Paret (1869-1936), fille de Auguste Emmanuel Paret (1824-1903), docteur en médecine et chevalier de la Légion d'Honneur, et de Anne Antoinette Virginie Jouvet (...-1880) avec laquelle il aura :
- Marie Emmanuelle Germaine (1894-...), qui épousera Raymond Marie Louis Tézenas[6],
- Emmanuel Marie Georges (1896-1983)[7],
- Madeleine Marie Thérèse (1899-1983)[8],
- Albert Maurice Raymond (1901-1906)[9],
- Madeleine qui épousera, en 1913, Louis Tézenas, attaché au contentieux de La Paternelle[10].

Il décède le 18 décembre 1943 en son domicile situé à Clermont-Ferrand, 42 place de Jaude. Au jour de son décès, il est président du conseil des directeurs de la caisse d'épargne de Clermont-Ferrand, vice-président des caisses d'épargne du Centre-Est, membre du conseil général des caisses d'épargne de France, président à vie de la société de secours mutuels La Fraternelle, secrétaire perpétuel de l'Académie des Sciences, Belles-Lettres et Arts de Clermont-Ferrand qu'il a présidé, à diverses reprises, ancien professeur à la faculté de droit de Clermont-Ferrand et ancien bâtonnier de l'ordre des avocats de la cour d'appel de Riom.

## Carrière juridique
Après des études secondaires à l’Institution Massillon de Clermont-Ferrand et l’obtention d’un baccalauréat ès-lettre et d’un ès-sciences, il obtient un doctorat en droit à la Faculté de Paris en 1892. De 1893 à 1915, il exerce comme avocat au barreau de Clermont-Ferrand. 
Élu membre du conseil de l'ordre des avocats inscrits au barreau de Clermont-Ferrand, le 14 novembre 1904, il est désigné pour remplir les fonctions de secrétaire de l'ordre. Il sera renouvelé dans ses fonctions, le 3 novembre 1905. 
Le 14 octobre 1910, à nouveau élu membre du conseil de l'ordre, il est délégué au bureau de l'assistance judiciaire. 
Il en est élu bâtonnier, le  6 novembre 1908 et sera réélu en 1909. 
Il est professeur de droit civil à la Faculté libre de droit de Clermont de 1913 à 1934.

### Les anciens frères sécularisés
En août 1903, il assure, avec ses confrères, Maîtres Eugène L'Ebraly, Langlais et Joseph Vignancour, la défense des anciens frères sécularisés de Clermont-Ferrand, de Bourg-Lastic, de Messeix, du Mont-Dore et de Chanonat, poursuivis devant le tribunal correctionnel de Clermont-Ferrand. Parvenant à démontrer l'inanité des poursuites, toutes les affaires sont mises en délibéré.
Le 10 décembre suivant, il représente les intérêts des anciens frères de Saint-Gabriel d'Escoutoux, devant le Tribunal de Thiers, poursuivis pour infraction aux dispositions de la loi du 1er juillet 1901. Maître Eugène L'Ebraly assure quant à lui la défense de leur propriétaire.

### L'Abbé Tixier
En 1909, il assure la défense de l'Abbé Tixier, curé de Médeyrolles, comparaissant devant le Tribunal d'Ambert, comme étant accusé d'avoir, au cours d'un discours prononcé le 24 janvier précédent, dans des lieux où s'exerce le culte, provoqué les citoyens à résister aux lois et d'avoir incité ces derniers au soulèvement, délit puni de trois mois à deux d'emprisonnement, en application des dispositions de l'article 35 de la loi du 9 décembre 1905 portant séparation des Églises et de l'État.
Renvoyé en appel devant la cour de Riom, il obtient, le 16 mars 1910, la relaxe de l'ecclésiastique.

## Les unions de la Paix sociale
Convaincu par les thèses développées par Frédéric Le Play et investi dans les unions de la paix sociale, il accepte, en 1897, les fonctions de correspondant des unions en région, afin d'assurer notamment la propagande. Il signe d'ailleurs, cette même année, l'un des cinq tracts distribués par le comité de défense et de progrès social, intitulé Socialistes... pourquoi pas ? et donne une conférence consacrée à l'Utopie socialiste, à Clermont-Ferrand.
En 1898, il est renouvelé dans ses fonctions de correspondant, qu'il assure avec Joseph Vignancour, pour les unions d'Auvergne et du Velay. Ils sont tous deux reconduits dans leurs fonctions, annuellement, jusqu'en 1914. À compter de 1915, il en assume seul la charge.
Il présente, en 1899, avec Joseph Vignancour, la candidature de Monsieur Coiffier, ancien juge au tribunal de commerce de Clermont-Ferrand.

## Distinctions et nominations

### L'Académie des sciences, belles-lettres et arts de Clermont-Ferrand
En séance du 7 janvier 1892 de l'Académie des sciences, belles-lettres et arts de Clermont-Ferrand, Félix Chaudessolle et Joseph Vignancour présentent sa candidature pour la correspondance. Il est élu, dès le premier tour de scrutin, membre titulaire, en séance du 19 janvier 1893. Il est élu, en séance du 18 janvier, trésorier de l'académie pour l'année 1894. Félicité pour sa gestion économe et prudente, il sera renouvelé dans ses fonctions durant de nombreuses années,,,,,,.
En séance du 6 mai 1897, l'Académie émettant, à la grande majorité, un avis favorable quant à l'opportunité de créer une Faculté de Droit à Clermont-Ferrand, il est décidé qu'une commission se chargera d'en faire part aux personnes concernées. Il est ainsi désigné, avec Félix Chaudessolle, Monsieur Julien et Joseph Vignancour, pour composer cette dernière.
Son Rapport sur les opérations de la Caisse d'Épargne de Clermont-Ferrand pendant l'exercice 1901 reçoit les hommages de l'Académie des sciences, belles-lettres et arts de Clermont-Ferrand, en séance du 3 juillet 1902.
Le 18 janvier 1912, il est élu vice-président de l'académie. Il en sera président de 1914 à 1918.
En sa qualité de président de l'académie, apprenant la destruction de la bibliothèque de l'université catholique de Louvain, il décide de rompre toutes relations avec les sociétés allemandes et d'offrir à l'institution, afin qu'elle puisse renaitre de ses cendres, la collection complète des volumes de ses Annales, de ses Mémoires et de son Bulletin. Par circulaire en date du 5 octobre 1914, il enjoint l'ensemble des sociétés savantes françaises et étrangères, et notamment l'Académie de Nîmes, à suivre son exemple et de s'associer à ce don,.
Le 3 février 1931, il est à nouveau élu président de l'académie, fonctions qu'il occupera jusqu'en 1932.

### Engagements politiques et religieux
En 1905, Le pape Pie X le fait chevalier de l'Ordre de Saint-Grégoire le Grand pour son rôle dans la défense des congrégations devant la cour d'appel de Riom. Il sera élevé, en 1922, au rang de commandeur de l'Ordre de Saint-Grégoire le Grand.
Fervent catholique et républicain convaincu, il occupera des fonctions dirigeantes au sein de l'Action Libérale Populaire dont il sera, avec maître Laroche, responsable de la commission du contentieux.
Président du conseil des conférences de Saint-Vincent-de-Paul, il est membre, en 1920, du conseil d'administration de l'office central d'hygiène sociale et de préservation antituberculeuse du Puy-de-Dôme.
Président de l'union diocésaine des catholiques, il participe à l'assemblée générale des catholiques du Puy-de-Dôme, organisée le 24 mai 1925, à l'appel de Monseigneur Marnas, évêque de Clermont-Ferrand, dans le pensionnat Godefroy de Bouillon. Il y prononce un discours, invitant les 15 000 personnes présentes à se fortifier et à étendre leur organisation afin d'assurer leurs libertés. Il préside également, en cette même qualité, celle du 3 juin 1928.
En 1929, il est nommé au conseil d'administration de la caisse autonome mutualiste de la toute jeune société fédérative de secours mutuels, créée le 20 février précédent, à l'initiative de la Fédération nationale catholique.
Il participe au 14e congrès de la fédération des amicales de l'enseignement catholique de France qui se tient, à Clermont-Ferrand, du 4 au 7 septembre 1936.

### Divers
Il est désigné trésorier du 62e congrès archéologique qui se tient, à Clermont-Ferrand, du 5 au 13 juin 1895.
En janvier 1899, il adhère à la toute jeune Ligue de la Patrie française, fondée en réaction à la Ligue des droits de l'homme qui milite pour la reconnaissance de l'innocence d'Alfred Dreyfus.
En 1928, il est membre du comité d'arrondissement de Clermont-Ferrand de l’œuvre antituberculeuse.

## Publications et discours
- Droit romain : Essai sur la nature juridique de la procuratio in rem suam ; droit français : la clause sauf encaissement en matière de compte courant, thèse pour le doctorat (1891)[53],[27],
- Socialistes... pourquoi pas ?, tract de propagande pour le comité de défense et de progrès social (1897)[22],
- Rapport sur les opérations de la Caisse d'Épargne de Clermont-Ferrand pendant l'exercice 1901 (1902)[35],
- Pourquoi nous ne sommes pas Socialistes, article publié dans le Bulletin mensuel d'études sociales & d'action catholique (1904)[54],
- Notice biographique de Maurice Chalus (1846-1930) (1934)[55],
- L'utopie socialiste, conférence donnée à Clermont-Ferrand (1897)[23].
- Comment sont traités les catholiques, discours prononcé à l'Assemblée générale des catholiques du Puy-de-Dôme (1925)[55],